# Вільям Олбрайт
Вільям Фоксвелл Олбрайт (англ. William Foxwell Albright, 24 травня 1891 — 19 вересня 1971) — американський дослідник стародавнього Близького Сходу, чиї дослідницькі результати допомогли сформувати кілька сучасних піддисциплін і напрямків у цій галузі, зокрема тих, що стосуються Біблії.

## Біографія
Олбрайт народився в сім'ї американських протестантських місіонерів і виріс у Чилі, а потім постійно повертався з родиною до свого коріння на Середньому Заході США. Його вища освіта, яка розпочалася в Університеті Верхньої Айови (Upper Iowa University), завершилася в Університеті Джона Гопкінса в 1916 році захистом докторської дисертації з ассиріології. 
З 1919 року Олбрайт отримав стипендію в Американських школах східних досліджень в Єрусалимі, а невдовзі став їхнім директором, очолюючи заклад в різні роки 1920-х та 1930-х. За цей час Олбрайт здобув значні знання про Святу Землю, найбільше завдяки знайомству з археологією, яка значною мірою спирається на біблійну історію. Він брав участь або проводив розкопки в кількох місцях, у тому числі в Телль-ель-Фулі та Телль Бейт Мірсімі, вважаючи, що обидва місця відповідають біблійним топонімам. 
У 1929 році він повернувся до Університету Джона Гопкінса, де з 1930 по 1958 рік працював професором семітських мов ім. В. В. Спенса. У цей час він керував багатьма студентами, які працювали у ще більш різноманітних галузях, ніж його власна, і деякі з них стали авторитетами у своїх дисциплінах.

## Дослідження
Робота Олбрайта, яка зосередилася на стародавньому Ізраїлі, апелювала до ширших дисциплін, включаючи філологію та лінгвістику, історію та археологію, навіть теологію та філософію, щоб накреслити курс історичного вивчення єврейського Старого Заповіту на основі маси позабіблійних даних, віднайдених з середини ХІХ ст.. Цей матеріал, як філологічний, так і археологічний, дав можливість дослідити біблійний текст за допомогою свідчень з його первісного історичного оточення у спосіб, який раніше не можна було собі уявити, і весь проект Олбрайт відстоював як незмінно науковий. Він зосередився на питаннях історичності ранніх біблійних традицій, а також походження Ізраїлю з точки зору нації та культу, особливо щодо його безпосереднього ханаанського походження.
Дотримуючись цього курсу, Олбрайт рішуче відкидав ідеалізм та історизм, що було панівним у літературно-історичній критиці в біблеїстиці. Менш зневажливо він ставився до закликів до «концептуальної автономії» або самодостатності в сучасних підходах до ассиріології та єгиптології, хоча функціоналізм цих підходів він також вважав обмеженим і таким, що призводить до спотворених інтерпретаційних суджень. На противагу цим підходам Олбрайт наголошував на взаємопов'язаності народів, інституцій та культур на стародавньому Близькому Сході як тлі для розуміння динамічності історії ідей у світі. Однак, на відміну від домінуючих думок, ця історія не мала на меті підкреслити пріоритет добіблійних традицій, з одного боку, чи неповноцінність Біблії порівняно з грецькою філософією та логікою, з іншого. Скоріше, її актуальність полягала в концепції божественного одкровення, засвідченої в ізраїльських писаннях, і притаманному їй емпіризмі, а також у дозріванні цього мислення в Євангеліях. На думку Олбрайт, лише усвідомлення цієї істини та її взаємозв'язку з людською драмою могло запропонувати правильне розуміння історії.